# Национальный орден Сан-Лоренсо
Орден Сан-Лоренсо — высшая государственная награда Эквадора.

## История
Орден был учреждён 17 августа 1809 года в монастыре святого Авсгустина в городе Кито председателем Первого Совета Автономного Правительства Кито Хуаном Пио Монтуфаром, вторым маркизом Сельва-Алегре, пришедшего к власти в результате вооружённого переворота. Орден был назван в честь святого Лаврентия, почитаемого в Испании. В тот день знаки ордена были возложены на всех членов правительства. После возвращения власти испанцам, об ордене забыли более чем на сто лет.
10 августа 1959 года Президент Камило Понс Энрикес восстановил орден, введя его в наградную систему Эквадора, как рядовой орден, однако 4 июня 2001 года президент Густаво Нобоа Бехарано придал ордену статус высшей государственной награды.

## Степени
Орден имеет три класса:
- Кавалер орденской цепи
- Кавалер Большого креста — знак ордена на чрезплечной ленте и звезда на левой стороне груди.
- Кавалер

## Описание
Орденская цепь золотая, длиной 100 дюймов и шириной 2 дюйма, состоит из чередующихся звеньев в виде государственного герба Эквадора, изображения пушек, установленных у дворца Каронделет, и центрального медальона знака ордена в цветных эмалях. К центральному звену цепи при помощи переходного звена в виде золотого лаврового венка крепится знак ордена.
Знак ордена — золотой мальтийский крест красной эмали. Между плечами креста штралы, состоящие из четырёх пламенеющих языков. В центре знака круглый медальон красной эмали с широкой каймой чёрной эмали. В медальоне изображение золотой решётки с вырывающимися языками пламени по бокам от неё. На решётку наложена монограмма «SL». На кайме надпись: вверху — «REPUBLICA DEL ECUADOR», внизу — «10 DE AGOSTO DE 1809».
Звезда ордена — пятиконечный крест красной эмали с раздвоенными концами. Между плечами креста штралы, состоящие из разновеликих лучиков. В центре знака круглый медальон красной эмали с широкой каймой чёрной эмали. В медальоне изображение золотой решётки с вырывающимися языками пламени по бокам от неё. На решётку наложена монограмма «SL». На кайме надпись: вверху — «REPUBLICA DEL ECUADOR», внизу — «10 DE AGOSTO DE 1809».
Звезда ордена степени Большой крест не имеет на плечах креста эмали.
 Лента ордена красного цвета с чёрными полосками по краям.